# Енашиминская ГЭС
Енашиминская ГЭС — гидроэлектростанция на реке Енашимо, у рабочего посёлка Северо-Енисейский Красноярского края.

## История
Енашиминская ГЭС спроектирована Управлением проектирования, изысканий и исследований для строительства гидротехнических сооружений «Гидропроект» Министерства электростанций СССР Ленинградский филиал (в настоящее время — АО «Ленгидропроект»). Строительство началось в 1955 году с целью электрификации золотодобывающего рудника и велось с применением труда заключенных и ссыльных, практически без применения техники. Часть работ выполнялась самими рабочими золотодобывающего рудника. В результате низкого оснащения работ строительной техникой и их плохой организации станция была сдана в эксплуатацию в 1961 году — с опозданием на 2 года от плана, однако ввод Енашиминской ГЭС позволил электрифицировать часть производства (драги) на руднике. Генерирующее оборудование для станции было закуплено в Швеции.

## Общие сведения
Состав сооружений Енашиминской ГЭС:
1. Левобережная земляная плотина с диафрагмой максимальной высотой 9 м, длиной по гребню 50 м;
2. Бетонная армированная водосливная плотина с беззвакуумным профилем максимальной высотой 6,75 м длиной по гребню 26,5 м;
3. Бетонный армированный промывной карман;
4. Правобережная земляная дамба максимальной высотой 6 м, длиной по гребню 15 м;
5. Водозаборное сооружение, переходящий в деривационный канал;
6. Безнапорная деривация;
7. Накопительный бассейн с водосбросом и шугосбросом;
8. Напорный водовод;
9. Здание ГЭС;
10. Отводящий канал.

Енашиминская ГЭС эксплуатируется с октября 1961 года. Расположена на реке Енашимо в 60 км от её впадения в реку Тея. Площадь водосбора 870 км².
Установленная мощность ГЭС на начало 2020 года — 5,2 МВт, выработка в 2019 году — 20,3 млн кВт⋅ч, среднегодовая выработка — 15 млн кВт.ч. В здании ГЭС установлено 4 горизонтальных гидроагрегата с радиально-осевыми турбинами, работающими при расчётном напоре 59,5 м. Напорные сооружения ГЭС (длина напорного фронта 96 м) образуют водохранилище сезонного регулирования площадью 11,5 км² и полным объёмом 0,2 млн м³.

## Экономическое значение
В соответствии с проектом Енашиминская ГЭС предназначалась для обеспечения электроэнергией рудников, приисков и других потребителей, в основном золотодобывающей промышленности, а также районного центра Северо-Енисейска.
Енашиминская ГЭС входит в состав АО «Южуралзолото группа компаний».